# Turmhügel Aufhofen
Der Turmhügel Aufhofen ist eine abgegangene Höhenburg auf 662 m ü. NHN 600 m nördlich der Filialkirche St. Valentin von Aufhofen, einem Gemeindeteil der Gemeinde Egling im Landkreis Bad Tölz-Wolfratshausen in Bayern. Er wird als Bodendenkmal unter der Aktennummer D-1-8035-0013 als „Burgstall des hohen oder späten Mittelalters“ geführt.

## Beschreibung
Die in etwa ovale Anlage besitzt eine  Breite von 55 m in Ost-West-Richtung und eine Länge von 60 m in Nord-Süd-Richtung. Sie liegt 300 m nördlich des Aufhofener Weihers in einem Waldgebiet. Von der ehemaligen Burganlage ist nichts überliefert.